# Taifa von Saragossa

Lagekarte mit Ausdehnung der Taifa von Saragossa um 1080

Das Taifa-Königreich von Saragossa (arabisch طائفة سرقسطة, DMG Ṭāʾifat Saraqusṭa), auch Emirat von Saragossa genannt, war zwischen 1018 und 1110 ein unabhängiger muslimischer Staat im Nordosten Spaniens.

## Regierende Dynastien
Die Taifa von Saragossa war im Jahr 1018 auf den Trümmern des von den Umayyaden beherrschten Kalifats von Córdoba entstanden. Während der ersten zwei Jahrzehnte wurde Saragossa von den Tudschibiden regiert. Diese wurden dann im Jahr 1038 von der Dynastie der Hudiden abgelöst. Das Taifa-Königreich wurde von den Almoraviden im Jahr 1110 übernommen und verschwand letztlich durch die Eroberung Alfons I. im Jahr 1118 vollständig.

## Geschichtliche Entwicklung

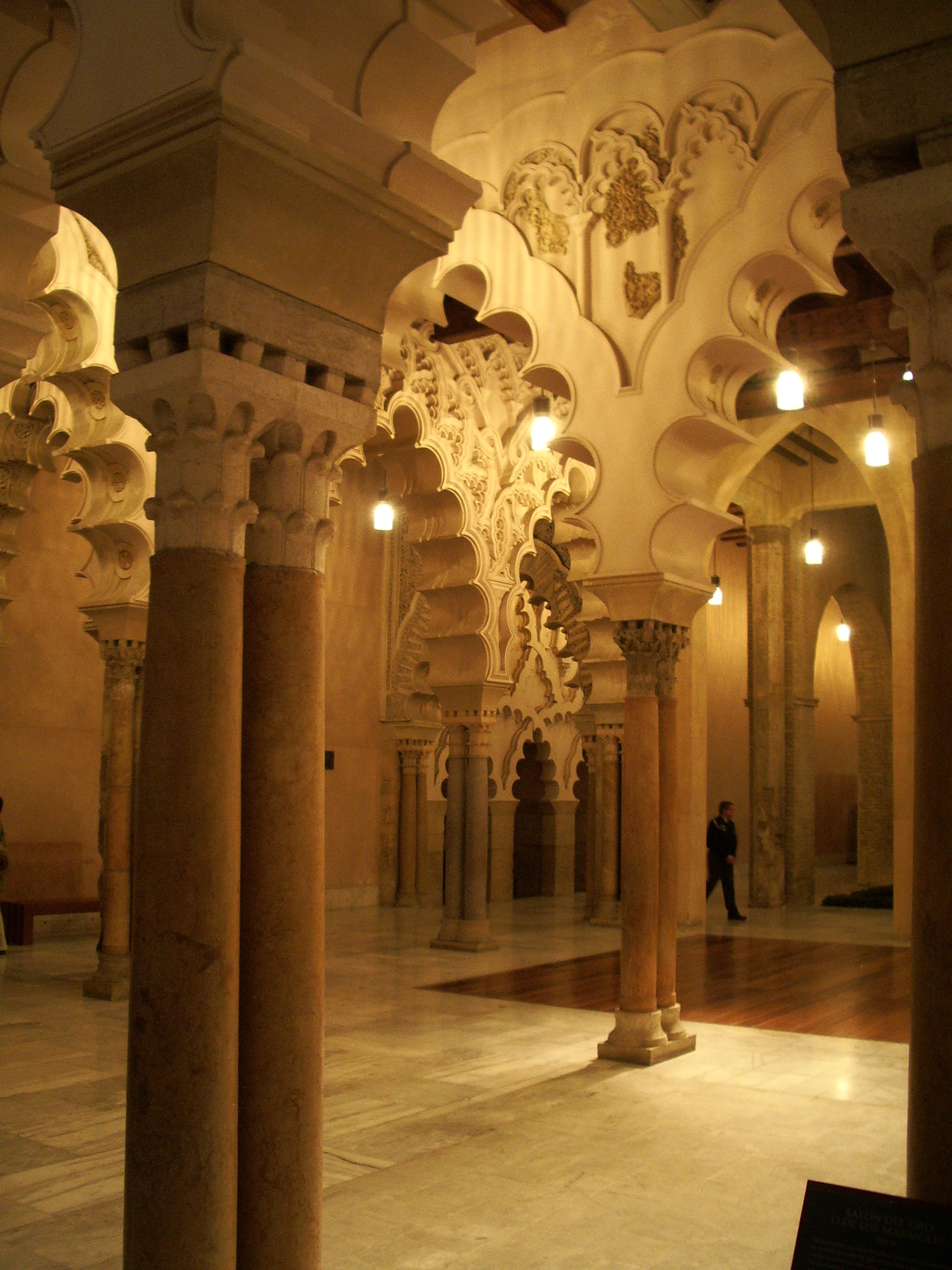
Nächtliche Innenansicht des Festungspalastes Aljafería in Saragossa

Bereits um 1013 war al-Mundir I. vom Kalifat von Córdoba die Unabhängigkeit des Emirats zugesagt worden. Das Emirat wurde anfangs von der Dynastie der Tudschibiden beherrscht, ging aber 1039 an die Hudiden (Banu Hūd) der Taifa von Lérida. Unter Ahmad I. al-Muqtadir (1046 bis 1082) und Yusuf al-Mutaman (1082 bis 1085) erreichte das Emirat seinen politischen und kulturellen Höhepunkt.
Im Frühjahr des Jahres 1086 begann Alfons VI. mit der Belagerung von Saragossa. Unter diesen Umständen blieb dem Taifa-Königreich keine andere Wahl, als die Almoraviden zu Hilfe zu rufen. Ihr Emir, Yusuf ibn Taschfin, landete am 30. Juli 1086 in Algeciras, um das schwache Königreich aus seiner Zwangslage zu befreien. Alfons VI. brach daher die Belagerung ab und marschierte mit seinem Heer nach Süden, um die Almoraviden abzufangen. In der darauf folgenden Schlacht von Sagrajas am 23. Oktober 1086 erlitt Alfons VI. jedoch eine schmächliche Niederlage.
Das Emirat von Saragossa wurde aber von den Almoraviden nach ihrem Sieg nicht annektiert und so fiel bereits am 24. Juni 1089 Montsó in die Hände von Peter I. Nach der Schlacht von Alcoraz, in der er den Emir Ahmad ibn Yusuf al-Musta'in in die Flucht geschlagen hatte, eroberte Peter I. im Jahr 1095 Osca und nahm 1101 Barbastro und Sariñena ein. Im Jahr 1104 belagerte er dann Saragossa und Tamarit de Llitera. Durch diese militärischen Erfolge zementierte sich die christliche Vorherrschaft über die maurischen Truppenkontingente.
Der neue Almoravidenemir Ali ibn Yusuf entschied sich im Jahr 1110, den letzten muslimischen Taifa-König aus der Hudidendynastie zu entfernen und besetzte daher am 31. Mai Saragossa. Abd-al-Malik dankte daraufhin ab und zog sich in die Festung Ruta (Rueda de Jalón) zurück. Die Almoraviden bestimmten sodann Muhammad ibn al-Haddsch und etwas später Abu Bakr ibn Ibrahim (Ibn Tifilwit) als Statthalter, die aber praktisch als Emire fungierten. Ibn Tifilwit hatte als seinen Wesir den Philosophen Avempace. Im Jahr 1118 wurde die gesamte Taifa von Saragossa nach erfolgreicher Belagerung von Saragossa und Einnahme der Stadt am 18. Dezember 1118 schließlich von Alfons I. erobert.

## Gesellschaft

### Städtebau

Stadtplan von Saragossa

Der Islam war eine vorwiegend urbane Kultur, die ihre Städte meist an Flussrändern anlegte. Wirtschaftliche Basis war jedoch die Landwirtschaft mit Schwerpunkt auf dem Bewässerungsanbau. Aus diesem Grund mieden die Siedlungen hohe Lagen wie beispielsweise in den Pyrenäen, in denen der Personen- und Güterverkehr über die Täler erfolgte und von an den Talausgängen befindlichen Festungen kontrolliert wurde. Dies ist auch der Grund, warum die Christen (Adel mitsamt dem Klerus) sich ganz im Norden niederließen, wo sie Klöster und Kirchen gründeten, aus denen sich dann allmählich inmitten der vom Karolingerreich abhängigen Spanischen Mark die Grafschaft Aragón herausbildete und sich dann zu einem eigenständigen Königreich weiter entwickelte.
Die Muslime besetzten die bereits seit der Römer- und Westgotenzeit bestehenden, jetzt aber herabgekommenen Städte und verhalfen ihnen zu neuem Glanz, wie dies bei Städten wie Huesca, Tarazona, Calahorra und wahrscheinlich auch für Saragossa der Fall war. Es erfolgten aber auch Neugründungen wie beispielsweise Tudela, Calatayud, Daroca oder Barbastro.
Seit ihrer Gründung durch die Römer ist Saragossa die wichtigste Stadt im mittleren Ebro-Tal. Diese Stellung hat die Stadt bis auf den heutigen Tag bewahren können. Saragossa dürfte eine der wichtigsten und bevölkerungsreichsten Städte von al-Andalus gewesen sein – wichtiger als Valencia und Mallorca – und wurde nur noch von Córdoba, Sevilla und Toledo überflügelt. Der berühmte Geograf al-Idrisi nannte in seinem Buch Kitāb nuzhat al-muschtāq fī ichtirāq al-āfāq Saragossa al-Madīna al-Baidāʾ (die Weiße Stadt) aufgrund des in ihren Mauern, Palästen und Bauten verwendeten Alabasters.

### Bevölkerungsentwicklung
Bei Ankunft der Mauren im 7. Jahrhundert lag die Stadt Saragossa in Ruinen und zählte vielleicht 10.000 Einwohner. Während der folgenden beiden Jahrhunderte fand in der Stadt ein allmählicher Wachstumsprozess statt, so dass Saragossa am Ende des 10. Jahrhunderts etwa 15.000 Einwohner zählte. Erst durch die Erlangung der Unabhängigkeit in Verbund mit ihrer Funktion als Hauptstadt im Taifa-Königreich von Saragossa konnte die Stadt auf ihrem demographischen Höhepunkt 25.000 Einwohner erreichen.

### Bevölkerungszusammensetzung
Die Bevölkerung Saragossas war sehr uneinheitlich aufgebaut. Die zahlenmäßig unbedeutende herrschende Klasse (Yassa) ging auf Bevölkerungslinien zurück, die im Süden der Arabischen Halbinsel (dem heutigen Jemen) sowie in Nordarabien und in Syrien beheimatet waren. Die überwiegende Mehrheit der Bevölkerung war jedoch christlich und bestand aus Bauern, Händlern, Handwerkern sowie aus Adligen mit römischen und westgotischen Wurzeln. Durch Steuerbefreiungen wurde versucht, diese zum Islam zu bekehren. Staatssprache in der Taifa von Saragossa war Arabisch, gesprochen wurden aber auch noch Mozarabisch und Hebräisch. Staatsreligion war der Islam sunnitischer Ausrichtung.
Die unter den Westgoten unterdrückten Juden erlebten eine durchgehende Verbesserung ihrer Lage. Ihre ebenfalls semitische Sprache sowie ihre Spezialisierung in Handel, Finanzwesen, Politik und Kultur erlaubte es ihnen, mit den neuen Herrschern sehr schnell Beziehungen aufzubauen.

### Wirtschaft

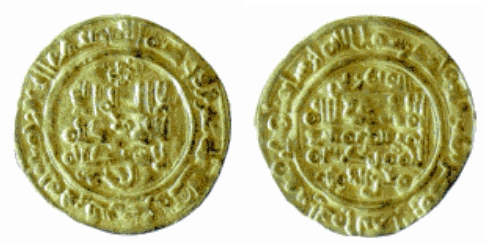
Golddinar aus der Regierungszeit Yahya al-Muzaffars

Das Taifa-Königreich von Saragossa war nach Auflösung des Kalifats von Córdoba der erste unabhängige Staat, der seine eigenen Goldmünzen prägte.

## Herrscher (Emire)

### Dynastie der Tudschibiden
- al-Mundir I. ibn Yahya at-Tudschibi al-Mansur: 1013 bis 1021
- Yahya al-Muzaffar: 1021 bis 1036
- Mundir II.: 1036 bis 1038
- Abd Allah ben Hakam: 1038

### Dynastie der Hudiden
- Sulaiman ben Hud al-Musta'in: 1039 bis 1046
- Ahmad I. al-Muqtadir: 1046 bis 1082
- Lubb (in Huesca): 1047 bis 1048
- Mundir al-Hayib az-Zafir Nasir ad-Daula (in Tudela): 1047 bis 1048
- Muhammad al-Hayib Adud ad-Daula (in Calatayud): 1046 bis 1066
- Yusuf al-Muzaffar Saif ad-Daula (in Lérida): 1047 bis 1078
- Yusuf al-Mutaman: 1082 bis 1085
- Ahmad II. al-Musta'in: 1086 bis 1110
- Abd al-Malik Imad ad-Daula: 1110, † 1130 in Rueda de Jalón
- Saif ad-Daula Ahmad III.: 1130 bis 1131, † 1146

### Dynastie der Almoraviden
- Muhammad ibn al-Haddsch (1110 bis 1115)
- Abu Bakr ibn Ibrahim ibn Tifilwit oder nur Ibn Tifilwit (1115 bis 1117)